# L'Haÿ-les-Roses (metropolitana di Parigi)
L'Haÿ-les-Roses è una stazione della linea 14 della metropolitana di Parigi. Si trova nel comune di L'Haÿ-les-Roses, all'incrocio tra rue de Bicêtre, rue de Lallier e rue Paul Hochart.

## Storia
I lavori di costruzione sono iniziati nel 2018.
Originariamente la stazione era stata battezzata Chevilly - Trois Communes. Fu deciso quindi di decretare il nome ufficiale della stazione attraverso una consultazione pubblica, che si svolgerà dal 20 giugno al 4 luglio 2022, tra tre proposte: L'Haÿ-les-Roses, Lallier-Bicêtre e Paul Hochart. Infine, come annunciato il 27 luglio 2022, gli elettori hanno scelto il nome L'Haÿ-les-Roses.
La stazione è stata aperta il 24 giugno 2024. 

## Interconnessioni
- Bus RATP - 131, 286